# Mani nelle mani
Mani nelle mani è un singolo del cantautore italiano Michele Zarrillo, pubblicato nel febbraio 2017, in concomitanza della sua partecipazione al Festival di Sanremo 2017, dove si classifica alla 11ª posizione.La canzone, scritta dallo stesso Zarrillo insieme a Giampiero Artegiani, è contenuta nell'album Vivere e rinascere.

## Tracce
- Download digitale

1. Mani nelle mani – 3:55

## Classifiche
| Classifica (2017) | Posizione massima |
| ----------------- | ----------------- |
| Italia            | 63                |